# Ambrosia (zespół muzyczny)
Ambrosia – amerykański zespół założony w 1970 r. 

## Skład zespołu
- David Pack – gitara, śpiew
- Joe Puerta – gitara basowa, śpiew
- Burleigh Drummond – perkusja
- Christopher North – instrumenty klawiszowe

Członkowie zespołu cieszą się do dziś uznaniem jako wokaliści studyjni i producenci nagrań. 

## Dyskografia
- Ambrosia (1975)
- Somewhere I've Never Travelled (1976)
- Life Beyond L.A. (1978)
- One Eighty (1980)
- Road Island (1982)